# Lãnh thổ Michigan
Lãnh thổ Michigan (tiếng Anh: Territory of Michigan hay Michigan Territory) từng là một lãnh thổ hợp nhất có tổ chức của Hoa Kỳ, tồn tại từ ngày 30 tháng 6 năm 1805 cho đến 26 tháng 1 năm 1837 khi một phần của lãnh thổ được phép gia nhập liên bang để trở thành tiểu bang Michigan. Detroit là thủ phủ của lãnh thổ.

## Lịch sử và chính quyền
Những nhà thám hiểm châu Âu xưa nhất từng đặt chân đến Michigan đã xem nó gần như là một địa điểm để kiểm soát việc mua bán da thú. Các lực lượng quân sự nhỏ, các nhóm truyền giáo Jesuit cho các bộ lạc người bản địa Mỹ và các khu định cư hẻo lánh của các thợ đánh bẫy thú và thương buôn là những người dân cư ngụ tại khu vực mà sau đó trở thành Lãnh thổ Michigan.

### Chính quyền xa xưa tại Michigan
Sau khi người châu Âu đến đây, khu vực này đầu tiên nằm dưới sự kiểm soát của người Pháp và sau đó là người Anh. Nhóm truyền giáo Jesuit đầu tiên vào năm 1668 tại Sault Saint Marie đã cho thiết lập các trạm truyền giáo xa hơn tại St. Ignace và Detroit. Khi khu vực này là một phần đất của Tân Pháp, khu vực thượng Ngũ Đại Hồ trước hết đã được cai quản từ Michilimackinac, sau đó là Detroit. Đây thực sự là một chế độ quân sự dưới quyền của toàn quyền ở Québec. Vai trò của chính quyền quân sự là cung cấp nhu yếu cho các nhà buôn bán da thú và ngăn cản việc định cư tại khu vực này. Sau khi người Pháp đầu hàng tại Montreal vào năm 1760, quân Anh dưới quyền của Robert Rogers chiếm đóng Detroit và các trạm phụ thuộc của nó. Năm 1763, Cuộc nổi dậy Pontiac đã làm cho quân trại Michilimackinac rơi vào tay các bộ lạc miền bắc và quân trại Detroit bị bao vây một thời gian dài. Cuộc bao vây bị giải tỏa năm 1764, và khu vực này được phó thống đốc người Anh có bản doanh tại Detroit cai quản không lâu ngay sau đó.
Vì Đạo luật Quebec năm 1774 nên Michigan và khu vực ngày nay là Tây Ontario được cai quản trong suốt cuộc Cách mạng Mỹ. Trong những năm sau đó, Michigan cùng với Địa khu Hesse (được tổ chức năm 1784) là một phần của Tỉnh Quebec. Tỉnh Quebec được chia thành Hạ Canada (ngày nay là tỉnh Quebec) và Thượng Canada (nay là Ontario) năm 1791, và các địa khu của Thượng Canada được đổi tên năm sau đó với khu vực Detroit được đặt tên là Địa khu Tây.
Sau Chiến tranh Cách mạng Mỹ, một số tiểu bang đã tranh nhau tuyên bố chủ quyền đối với vùng đất này. Năm 1779, Virginia thành lập Quận Illinois với ranh giới bao trùm toàn bộ phần đất nằm ở phía đông sông Mississippi, phía bắc sông Ohio và phía tây Dãy núi Appalachia. New York, Connecticut, và Massachusetts cũng tuyên bố chủ quyền các phần đất mà ngày sau này trở thành Lãnh thổ Michigan. Tuy nhiên tất cả đều có ít khả năng thực thi tuyên bố chủ quyền của họ vì người Anh kiểm soát khu vực Ngũ Đại Hồ và sự thù nghịch của người bản địa Mỹ.
Tuy Hiệp định Paris năm 1783 cho phép Hoa Kỳ tuyên bố chủ quyền đối với khu vực mà ngày nay là Michigan nhưng chính sách của người Anh là nắm lại Detroit và các khu vực phụ thuộc của nó bằng mọi giá. Năm 1784, Baron von Steuben được Quốc hội Hợp bang phái đi Canada để thương thuyết về vấn đề Detroit và Ngũ Đại Hồ nhưng phó thống đốc Frederick Haldimand từ chối cấp thông hành, và các cuộc thương thuyết bị sụp đổ trước khi chúng bắt đầu.
Virginia rút bỏ tuyên bố chủ quyền đối với các khu vực nằm ở phía bắc và phía tây sông Ohio, có hiệu lực vào ngày 1 tháng 3 năm 1784. Đây là sự kiện trùng hợp vì đó là ngày Ủy ban Quốc hội Hợp bang, do Thomas Jefferson làm chủ tọa từ tháng 10 năm trước, báo cáo về những gì tìm thấy đối với các khu vực đất phía tây. Những lời đề nghị của Jefferson trở thành căn bản cho Sắc lệnh 1784 nhằm thiết lập các tiểu bang mới có quyền ngang bằng với các tiểu bang sáng lập tại lãnh thổ này. Sắc lệnh còn nói rằng các tiểu bang này sẽ mãi mãi là một phần của Hoa Kỳ và chính quyền của chúng sẽ là chính thể cộng hòa. Sắc lệnh Đất đai 1785 đi xa hơn qua việc thiết lập ra một tiến trình để mua bán đất trong lãnh thổ mới nhưng sông Ohio vẫn là một ranh giới có hiệu lực giữa Hoa Kỳ và các bộ lạc miền bắc trong vài năm nữa.
Các tiểu bang khác có tuyên bố chủ quyền tại Tây Bắc dần dần theo gương của Virginia. Năm 1787, Quốc hội Lục địa thông qua Sắc lệnh Tây Bắc để thành lập Lãnh thổ Tây Bắc. Khu định cư đầu tiên dưới Sắc lệnh Tây Bắc là tại Marietta vào năm 1788.
Vùng đất mà sau đó trở thành Lãnh thổ Michigan ban đầu là lãnh thổ chưa tổ chức và nằm dưới quyền cai trị của người Anh cho đến năm 1796. Quận Knox được thành lập ngày 20 tháng 6 năm 1790 với các ranh giới bao trùm phân nửa phía tây của Bán đảo Hạ Michigan và gần như một phần ba nằm giữa của Bán đảo Thượng Michigan. Năm 1792, ranh giới của Quận Hamilton được kéo dài bao trùm phần phía đông của Michigan, không tính phần nằm trong Quận Knox.
Tuyên bố chủ quyền của người Mỹ đối với vùng đất Michigan coi như tuyệt vọng vì người Anh từ chối di tản khỏi các quân trại tại Detroit, Mackinac và các nơi khác. Người Anh ủng hộ ngấm ngần cho các bộ lạc Tây Bắc trong thời gian Chiến tranh Bản địa Tây Bắc là vì họ muốn giữ Detroit lọt khỏi tầm tay của người Mỹ. Tuy nhiên vị thế của người Anh và đồng minh của họ tại Tây Bắc lung lay sau Hiệp định Jay và Trận Fallen Timbers năm 1794. Sau các cuộc thương thuyết, người Anh di tản khỏi Detroit ngày 11 tháng 7 năm 1796. Hoa Kỳ cuối cùng cũng thiết lập được sự hiện diện của mình tại Michigan.

### Những bước đầu thiết lập nền cai trị của Mỹ
Qua tuyên ngôn của quyền thống đốc và đồng thời là trưởng lãnh thổ vụ Winthrop Sargent, Quận Wayne đầu tiên được thành lập vào ngày 15 tháng 8 năm 1796 từ hai quận Knox và Hamilton, và bao trùm phần lớn khu vực mà sau này trở thành Lãnh thổ Michigan cũng như các phần đất mà ngày nay là tiểu bang Ohio và tiểu bang Indiana.
Năm 1800, phân nửa phía tây Bán đảo Hạ và phần lớn Bán đảo Thượng được nhập vào Lãnh thổ Indiana khi lãnh thổ này được thành lập tách biệt khỏi Lãnh thổ Tây Bắc. Quận Wayne vì thế bị thu nhỏ, còn lại chỉ hai bán đảo, và tiếp tục nằm dưới chính quyền Lãnh thổ Tây Bắc. Quận St. Clair, một quận khác của Lãnh thổ Indiana, cũng được mở rộng vào thời điểm này, bao gồm phần phía tây của Bán đảo Thượng và một dải đất nhỏ của Bán đảo Hạ nằm dọc theo bờ hồ Michigan.
Khi Ohio được phép trở thành tiểu bang vào đầu năm 1803, phân nửa phía tây của Michigan được nhập vào Lãnh thổ Indiana. Một trong những đạo luật đầu tiên thời đó của chính quyền Indiana dưới quyền của thống đốc William Henry Harrison là tái tổ chức Quận Wayne theo luật Indiana qua việc đưa thêm đất từ hai quận Knox và St. Clair vào Quận Wayne. Quận đầu tiên của Michigan bao trùm tất cả Bán đảo Hạ và phần lớn Bán đảo Thượng cũng như các phần đất có lưu vực là Hồ Michigan của các tiểu bang ngày nay là Illinois, Indiana, và Wisconsin.
Trong nhiều khía cạnh, sự thay đổi từ chính quyền Lãnh thổ Tây Bắc sang chính quyền Lãnh thổ Indiana có chút ít ảnh hưởng đối với các công việc điều hành có giới hạn của Quận Wayne. Tuy nhiên việc tiếp vận của chính quyền gặp trở ngại vì thư từ đi giữa Detroit và thủ phủ tại Vincennes phải bị đổi đường tại một điểm qua ngã Warren nằm trong đông bắc Ohio. Yếu tố quyết định có lẽ đã xảy ra khi thống đốc Harrison kêu gọi một cuộc bầu cử vào ngày 11 tháng 9 năm 1804, nhằm quyết định liệu Lãnh thổ Indiana (vào thời điểm đó có trách nhiệm không chỉ các khu định cư tại Michigan, Wisconsin và Illinois mà còn có cả Địa khu Louisiana vừa mới thu được) có nên tiếp tục hướng đến giai đoạn hai của chính quyền lãnh thổ. Tuy nhiên lời kêu gọi bầu cử đã không đến được Detroit cho đến khi ngày bầu cử đã qua, và những người định cư Michigan đã thỉnh cầu Quốc hội Hoa Kỳ vào tháng 12 năm 1804 cho phép Quận Wayne được tách ra thành một lãnh thổ độc lập.

### Tổ chức

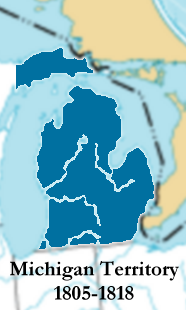
Từ năm 1805–1818, ranh giới phía tây là một đường vẽ đi qua Hồ Michigan.

Lãnh thổ Michigan được thành lập theo một đạo luật của Quốc hội Hoa Kỳ vào ngày 1 tháng 1 năm 1805 và có hiệu lực vào ngày 30 tháng 6 năm đó. Đạo luật xác định lãnh thổ này là "tất cả phần đất thuộc Lãnh thổ Indiana nằm ở phía bắc một đường vạch được vẽ về phía đông từ khúc cong về phía nam của Hồ Michigan cho đến khi nó giao cắt với Hồ Erie, và ở phía đông của một đường vạch được vẽ từ khúc cong về phía nam như đã nói đi qua điểm giữa của hồ vừa nói đến điểm cực bắc của hồ, và từ đó đi về phía bắc đến biên giới phía bắc của Hoa Kỳ". Có một biển dấu lịch sử được đặt trong một công viên bên đường, cách Naubinway khoảng ba dặm Anh về phía đông, ở tọa độ 46°05′50″B 85°23′51″T / 46,09722°B 85,3975°T, lưu dấu điểm cận bắc nhất của Hồ Michigan. Điểm này nằm cách công viên khoảng 1 dặm Anh về phía tây.
Thống đốc đầu tiên của lãnh thổ, William Hull bỏ Quận Wayne và thành lập các địa khu mới nhưng chỉ tồn tại ngắn hạn. Lewis Cass trở thành thống đốc năm 1813 và lập tức quay ngược các công việc của Hull và tái lập Quận Wayne lần thứ ba, bao gồm tất cả đất đai trong Lãnh thổ Michigan mà trước đó từng được người bản địa Mỹ nhượng lại theo Hiệp định Detroit.
Trong thời Chiến tranh 1812, sau khi tướng Isaac Brock chiếm được Detroit vào ngày 16 tháng 8 năm 1812, Lãnh thổ Michigan ít nhất về mặt chính danh là một phần của tỉnh Thượng Canada. Ngày 24 tháng 8, đại tá Henry Proctor tuyên bố tiếp tục duy trì chính quyền dân sự theo luật hiện hành với Proctor làm quyền thống đốc và thẩm phán trưởng Augustus B. Woodward làm quyền trưởng lãnh thổ vụ. Ngày 4 tháng 2 năm 1813, Proctor đình chỉ chính quyền dân sự và áp đặt thiết quân luật.

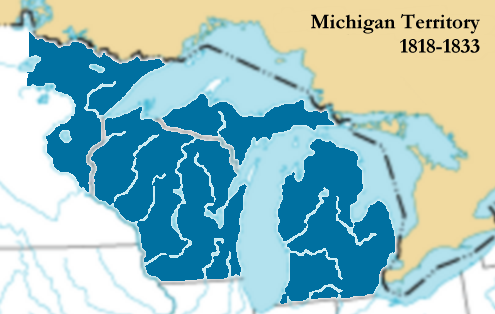
Giữa năm 1818 và 1833, Illinois và Indiana trở thành hai tiểu bang và phần đất chưa tổ chức của hai lãnh thổ này cộng với một số xã khác được nhập vào Lãnh thổ Michigan.

Khi Indiana (1816) và Illinois (1818) gia nhập liên bang để trở thành hai tiểu bang thì phần đất còn lại của chúng được nhập vào Lãnh thổ Michigan. Một khu vực bằng 30 xã cũng được chuyển từ Lãnh thổ Michigan sang cho Indiana để giúp cho tiểu bang này có lối vào Hồ Michigan. Chẳng bao lâu sau đó, chính phủ liên bang bắt đầu ký kết các hiệp định với các bộ lạc người bản địa Mỹ và thu tóm đất đai của họ.
Năm 1824, Lãnh thổ Michigan chuyển dần sang cấp độ hai về địa vị lãnh thổ, và quyền lực của chính quyền được chuyển từ tay thống đốc và một số thẩm phán sang cho người dân. Dân chúng bầu 18 đại biểu vào Hội đồng Lập pháp trong đó 9 đại biểu được tổng thống Hoa Kỳ chấp nhận. Hội đồng bắt đầu nhóm họp phiên đầu tiên vào ngày 7 tháng 6 năm 1824. Hội đồng này được mở rộng từ 9 lên 13 thành viên vào năm 1825 (13 người được tổng thống Hoa Kỳ chấp thuận trong số 26 người được dân chúng bầu).
Kênh đào Erie thông thuyền năm 1825, cho phép người định cư đi từ Tân Anh và New York để đến Michigan bằng đường thủy qua ngã Albany và Buffalo.

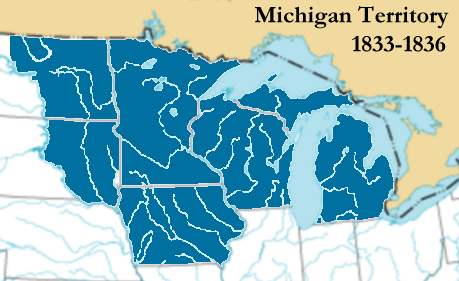
Giữ năm 1833 và 1836, tất cả các phần đất còn lại của cựu Lãnh thổ Tây Bắc đều trở thành một phần của Lãnh thổ Michigan cùng với nhiều phần đất của Cấu địa Louisiana.

Năm 1834, tất cả đất đai thuộc Cấu địa Louisiana mà chưa được phân chia và nằm về phía đông sông Missouri (những vùng đất hiện nay là Nam và Bắc Dakotas, Iowa và phân nửa phía tây của Minnesota) được nhập vào Lãnh thổ Michigan. Như vậy đến thời điểm này, Lãnh thổ Michigan bao gồm những phần đất mà hiện nay là các tiểu bang Michigan, Wisconsin, Iowa, Minnesota và một phần lớn của hai tiểu bang Nam và Bắc Dakotas.

Dải đất Toledo, không có trên các bản đồ nằm bên phải, từng là một vấn đề gây tranh chấp trong chiều dài lịch sử của Lãnh thổ Michigan

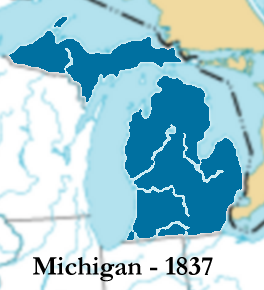
Michigan trở thành một tiểu bang của Hoa Kỳ khi nó đồng ý về các ranh giới mà Quốc hội Hoa Kỳ ấn định. Nó phải từ bỏ chủ quyền đối với Dải đất Toledo và nhận phần đất phía tây của Bán đảo Thượng.

Trong khi đó vào năm 1835, Chiến tranh Toledo xảy ra giữa Michigan và Ohio vì Lãnh thổ Michigan muốn giữ Dải đất Toledo đang tranh chấp. Cuối dùng Michigan chịu từ bỏ Dải đất Toledo để đổi lấy phần phía tây của Bán đảo Thượng Michigan.
Chế độ nô lệ bị cấm trong lãnh thổ chiếu theo Sắc lệnh Tây Bắc nhưng người Anh và các cư dân Pháp được phép giữ nô lệ mà họ đã sở hữu vào lúc lãnh thổ trở thành vùng đất có tổ chức chính quyền. Hồ sơ điều tra dân số cho thấy số người nô lệ trong lãnh thổ là 24 vào năm 1810 và 32 vào năm 1830.

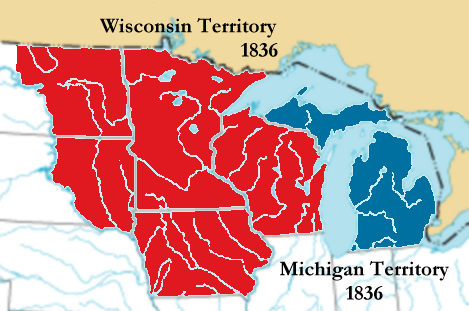
Michigan bị co nhỏ lại vào năm 1836 khi Lãnh thổ Wisconsin được thành lập. Lãnh thổ Wisconsin được thành lập vào năm 1836 với đường ranh giới hiện tại trên Bán đảo Thượng.

Ngày 3 tháng 7 năm 1836, để chuẩn bị cho Michigan thành tiểu bang, Lãnh thổ Wisconsin được tổ chức tách ra từ Lãnh thổ Michigan. Lãnh thổ mới này bao trùm các tiểu bang hiện nay là Wisconsin, Minnesota, Iowa và phần phía đông của Nam và Bắc Dakota. Michigan trở thành một tiểu bang Hoa Kỳ vào ngày 26 tháng 1 năm 1837, và bao gồm Bán đảo Thượng kéo dài về phía tây đến sông Montreal. Đây là một phần trong giải pháp chấm dứt cuộc xung đột về Dải đất Toledo, từng khiến cho Michigan bị Quốc hội Hoa Kỳ trì hoãn cho phép trở thành tiểu bang trong vài năm. Detroit vẫn là thủ phủ cho đến ngày 17 tháng 3 năm 1847 khi Lansing được chọn thay thế. Dân số của Michigan vào thời điểm trở thành tiểu bang được ước tính có khoảng 200.000, khá xa ngưỡng bắt buộc 60.000 tối thiểu để trở thành tiểu bang như được ghi trong Sắc lệnh Tây Bắc.

## Thu phục lãnh thổ
Khu vực mà trở thành Lãnh thổ Michigan trước đó từng là lãnh thổ của Anh, được nhượng lại cho Hoa Kỳ vào năm 1783. Tuy nhiên người bản địa Mỹ trong khu vực này chưa từng nhượng lại quyền kiểm soát cho cả người Anh hay người Mỹ phần lớn vùng lãnh thổ này tính đến năm 1783. Phần lớn lãnh thổ thu được là qua sự nhượng lại hoặc ép buộc. Những người sinh sống trong Michigan trước khi có các khu định cư Mỹ là các bộ lạc Ottawa, Potawatomi, Ojibwa và Wyandot. Các hiệp định nhường đất đã được ký kết giữa năm 1795 (Hiệp định Greenville) và 1842 (Hiệp định La Pointe). Các hiệp định nổi bật khác là hiệp định của Thống đốc Hull năm 1808, Hiệp định Saginaw năm 1819, hai hiệp định Chicago (1821, 1833), Mục vụ Carey năm 1828 và Hiệp định Washington năm 1836 và một hiệp định sau nữa vào ngày 4 tháng 1 năm 1837.

## Phân cấp hành chính lãnh thổ
Quận Wayne, Michigan ban đầu là một phần của Lãnh thổ Tây Bắc rộng lớn. Diện tích của quận này dần dần bị cắt xén thành như hiện nay sau khi một số vùng đất bị tách ra khỏi quận: Monroe bị tách ra vào năm 1817, Michilimackinac (sau đó được gọi là Mackinac) và Macomb bị tách ra vào năm 1818, St. Clair và St. Joseph bị tách ra vào năm 1820 và Washtenaw bị tách ra vào năm 1822. Xã đầu tiên được tổ chức là Detroit thuộc Quận Wayne vào năm 1802.
Cũng được tổ chức vào năm 1818 là hai quận còn tồn tại đến ngày nay trong tiểu bang Wisconsin. Quận Crawford được thành lập để trông coi các khu định cư trên thượng nguồn sông Mississippi với quận lỵ được đặt tại Prairie du Chien, Wisconsin trong khi đó Quận Brown đóng vai trò tương tự cho các khu định cư quanh Green Bay. Hai quận này trở thành một phần của Lãnh thổ Wisconsin vào năm 1836.
Quận Oakland, Michigan được lập năm 1819 và qua thời gian bị phân chia thành toàn bộ hay một phần của các quận Genesee, Lapeer, Sanilac, Shiawassee và Saginaw. Quận Saginaw lại bị tách thành 8 quận riêng biệt. Ba trong số (Isabella, Arenac và Midland) được thành lập trong thời kỳ là lãnh thổ.
Quận Lenawee được lập năm 1822 từ đất đai của người bản địa Mỹ trước đó, và Quận Hillsdale được tách ra từ Quận Lenawee vào năm 1829. Các phần đất khác của Quận Lenawee bị biến thành các quận Cass và Berrien. Quận Branch cũng được hình thành toàn phần từ đất của Lãnh thổ Michigan năm 1829.
Quận Chippewa được lập từ Quận Michilimackinac năm 1826.
Quận Kalamazoo, Michigan, được lập vào năm 1829 từ Quận St. Joseph, từng là một khu vực đất có ảnh hưởng lớn nằm trong Tây Michigan và được phân chia thành nhiều quận khác: Allegan, Barry, Calhoun, Eaton, Ionia, Montcalm, Kent, Ottawa và Clinton (một số được thành lập thời là lãnh thổ, một số khác bị tách ra sau này).
Quận Jackson và Ingham được lập năm 1829 từ Quận Washtenaw; Quận Isabella được lập từ các phần đất của các quận Saginaw và Midland năm 1831. Quận Gratiot cũng được lập năm 1831 từ đất của hai quận Saginaw và Clinton.
Bãy trong số 12 quận được lập trong năm 1829 được đặt tên của các thành viên Nội các Hoa Kỳ dưới thời tổng thống Andrew Jackson. Một quận trong số đó được đặt tên của chính Jackson.
Quận Iowa với quận lỵ tại Mineral Point được thành lập năm 1829 và được chuyển sang cho Lãnh thổ Wisconsin năm 1836.
Lãnh thổ Michigan coi quản các vùng đất nằm ở phía tây sông Mississippi trong một thời gian ngắn sau khi Missouri trở thành tiểu bang và các phần đất còn lại ở phía bắc của tiểu bang mới này bị bỏ lại thành một lãnh thổ chưa tổ chức. Vùng đất này bao trùm phần đất mà ngày nay là tiểu bang Iowa và một phần của tiểu bang Minnesota nằm ở phía tây con sông. Vùng đất chưa tổ chức đó được đặt với sự cai trị của chính quyền Lãnh thổ Michigan vào năm 1834. Các quận Dubuque và Des Moines được lập năm 1834, và được chuyển sang cho Lãnh thổ Wisconsin năm 1836 khi lãnh thổ này được thành lập.
Quận Milwaukee được lập năm 1834 và được chuyển sang cho Lãnh thổ Wisconsin hai năm sau đó.

## Dân số lãnh thổ
Các con số điều tra dân số dưới đây không bao gồm phần lớn người bản địa Mỹ, theo Hiến pháp Hoa Kỳ định nghĩa rằng "người bản địa Mỹ không bị đánh thuế" (Điều khoản I, Đoạn 2). Năm 1800, toàn bộ Lãnh thổ Tây Bắc có 43.365 người. Chiếu theo Sắc lệnh Tây Bắc, một lãnh thổ có thể xin gia nhập liên bang thành một tiểu bang sau khi dân số vượt qua ngưỡng 60.000 người.
| Năm  | Dân số  |
| ---- | ------- |
| 1810 | 4.762   |
| 1820 | 8.896   |
| 1830 | 31.639  |
| 1834 | 87.273  |
| 1840 | 212.267 |

## Các viên chức lãnh thổ

### Các thống đốc
| Thống đốc           | Ngày phục vụ                                | Ghi chú |
| ------------------- | ------------------------------------------- | --- |
| William Hull        | 1 tháng 3 năm 1805 đến 16 tháng 8 năm 1812  | Nộp Detroit cho các lực lượng Anh vào ngày 16 tháng 8 năm 1812                                                                  |
| Henry Proctor       | 24 tháng 8 năm 1812 đến 28 tháng 9 năm 1813 | Thống đốc dân sự dưới sự cai trị của Anh đến ngày 4 tháng 2; thiết quân luật sau đó cho đến khi cuộc di tản Detroit vào tháng 9 |
| Lewis Cass          | 13 tháng 10 năm 1813 đến 6 tháng 8 năm 1831 | Được bổ nhiệm làm thống đốc quân sự bởi tướng Harrison; thống đốc dân sự từ ngày 29 tháng 10                                    |
| George Bryan Porter | 6 tháng 8 năm 1831 đến 6 tháng 7 năm 1834   | Mất khi tại chức. |
| Stevens T. Mason    | 6 tháng 7 năm 1834 đến 15 tháng 9 năm 1835  | Vừa là quyền thống đốc vừa là trưởng lãnh thổ vụ.                                                                               |
| John S. Horner      | 15 tháng 9 năm 1835 đến 3 tháng 7 năm 1836  | Vừa là quyền thống đốc vừa là trưởng lãnh thổ vụ.                                                                               |

### Các trưởng lãnh thổ vụ
| Trưởng lãnh thổ vụ | Ngày phục vụ                                 |
| ------------------ | -------------------------------------------- |
| Stanley Griswold   | 1 tháng 3 năm 1805 đến 18 tháng 3 năm 1808   |
| Reuben Atwater     | 18 tháng 3 năm 1808 đến 15 tháng 10 năm 1814 |
| William Woodbridge | 15 tháng 10 năm 1814 đến 15 tháng 1, 1828    |
| James Witherell    | 15 tháng 1, 1828 đến 20 tháng 5 năm 1830     |
| John T. Mason      | 20 tháng 5 năm 1830 đến 12 tháng 7 năm 1831  |
| Stevens T. Mason   | 12 tháng 7 năm 1831 đến 15 tháng 9 năm 1835  |
| John S. Horner     | 15 tháng 9 năm 1835 đến 3 tháng 7 năm 1836   |

### Tòa án tối cao của lãnh thổ
Từ năm 1805 đến 1823, các thẩm phán của tòa án tối cao lãnh thổ được tổng thống Hoa Kỳ bổ nhiệm với sự ưng thuận của Thượng viện Hoa Kỳ. Nhiệm kỳ của họ không có giới hạn nhất định. Năm 1823, Quốc hội Hoa Kỳ thông qua một đạo luật tái tổ chức chính quyền lãnh thổ và ấn định nhiệm kỳ 4-năm cho các thẩm phán.
| Thẩm phán toà án tối cao | Ngày phục vụ                                | Ghi chú |
| ------------------------ | ------------------------------------------- | --- |
| Augustus B. Woodward     | 2 tháng 3 năm 1805 đến 1 tháng 2 năm 1824   | Được tổng thống Thomas Jefferson bổ nhiệm, từ chức sau khi tái tổ chức tòa án                                                                                            |
| Frederick Bates          | 3 tháng 3 năm 1805 đến tháng 11 năm 1808    | Được tổng thống Thomas Jefferson bổ nhiệm, từ chức sau khi được bổ nhiệm là Trưởng lãnh thổ vụ của Lãnh thổ Louisiana                                                    |
| John Griffin             | 23 tháng 12 năm 1805 đến 1 tháng 2 năm 1824 | Được tổng thống Thomas Jefferson bổ nhiệm, từ chức sau khi tái tổ chức tòa án                                                                                            |
| James Witherell          | 23 tháng 4 năm 1808 đến 15 tháng 1, 1828    | Ban đầu được tổng thống Thomas Jefferson bổ nhiệm; được tái bổ nhiệm bởi tổng thống James Monroe; từ chức sau khi được bổ nhiệm là Trưởng lãnh thổ vụ Lãnh thổ Michigan. |
| Solomon Sibley           | 2 tháng 2 năm 1824 đến 17 tháng 7 năm 1836  | Ban đầu được tổng thống James Monroe bổ nhiệm, được tái bổ nhiệm bởi John Quincy Adams và Andrew Jackson; không được tái bổ nhiệm sau khi Michigan thành tiểu bang.      |
| John Hunt                | 20 tháng 2 năm 1824 đến 15 tháng 6 năm 1827 | Được James Monroe bổ nhiệm hai lần; mất khi tại chức |
| Henry C. Chipman         | 18 tháng 7 năm 1817 đến 25 tháng 4 năm 1832 | Hai lần được John Quincy Adams bổ nhiệm; không được tái bổ nhiệm bởi Andrew Jackson                                                                                      |
| William Woodbridge       | 15 tháng 1, 1828 đến 25 tháng 4 năm 1832    | Được John Quincy Adams bổ nhiệm; không được tái bổ nhiệm bởi Andrew Jackson                                                                                              |
| Ross Wilkins             | 26 tháng 4 năm 1832 đến 17 tháng 7 năm 1836 | Được Andrew Jackson bổ nhiệm; được bổ nhiệm làm chánh án tòa án khu vực của Hoa Kỳ sau khi Michigan thành tiểu bang                                                      |
| George Morell            | 26 tháng 4 năm 1832 đến 17 tháng 7 năm 1843 | Đầu tiên được Andrew Jackson bổ nhiệm; được thống đốc Mason bổ nhiệm vào Tòa án Tối cao Michigan                                                                         |

## Cácđại biểu Quốc hội Hoa Kỳ
Năm 1819, Lãnh thổ Michigan được phép bầu một đại biểu Quốc hội Hoa Kỳ.
| Đại biểu             | Năm     | Đảng    |
| -------------------- | ------- | ------- |
| William Woodbridge   | 1819–20 | Whig    |
| Solomon Sibley       | 1820–23 |         |
| Gabriel Richard      | 1823–25 |         |
| Austin Eli Wing      | 1825–29 |         |
| John Biddle          | 1829–31 |         |
| Austin Eli Wing      | 1831–33 |         |
| Lucius Lyon          | 1833–35 | Dân chủ |
| George Wallace Jones | 1835–37 | Dân chủ |

## Sự tiến hóa lãnh thổ của Michigan
- Sự tiến hóa lãnh thổ của Hoa Kỳ
  - Lãnh thổ của Pháp bao trùm phần đất mà sau đó trở thành một phần của Lãnh thổ Michigan:
    - Louisiane, 1682–1764 và 1803

  - Lãnh thổ của Tây Ban Nha bao trùm phần đất mà sau đó trở thành một phần của Lãnh thổ Michigan:
    - Luisiana, 1764–1803

  - Các lãnh thổ của Hoa Kỳ bao trùm phần đất mà sau đó trở thành một phần của Lãnh thổ Michigan::
    - Lãnh thổ Tây Bắc Sông Ohio, 1787–1803
    - Lãnh thổ Indiana, 1800–1816
    - Cấu địa Louisiana, 1803–1804
    - Địa khu Louisiana, 1804–1805
    - Lãnh thổ Louisiana, 1805–1812
    - Lãnh thổ Illinois, 1809–1818
    - Lãnh thổ Missouri, 1812–1821

  - Các lãnh thổ của Hoa Kỳ bao trùm phần đất mà trước đó từng là một phần của Lãnh thổ Michigan:
    - Lãnh thổ Wisconsin, 1836–1848
    - Lãnh thổ Iowa, 1838–1846
    - Lãnh thổ Minnesota, 1849–1858
    - Lãnh thổ Dakota, 1861–1889

  - Các tiểu bang Hoa Kỳ bao trùm phần đất mà trước đây từng là một phần của Lãnh thổ Michigan:
    - Tiểu bang Michigan, 1837
    - Tiểu bang Iowa, 1846
    - Tiểu bang Wisconsin, 1848
    - Tiểu bang Minnesota, 1858
    - Tiểu bang Bắc Dakota, 1889
    - Tiểu bang Nam Dakota, 1889